# Parafia św. Floriana w Wysokiej
Parafia św. Floriana w Wysokiej – parafia rzymskokatolicka, znajdująca się w diecezji opolskiej, w dekanacie Leśnica.

## Historia
Wieś Wysoka wzmiankowana była w dokumencie Henryka Brodatego z 1234 r. jako posiadłość klasztoru w Czarnowąsach. W rejestrze świętopietrza parafia została wyliczona w ramach archiprezbiteratu strzeleckiego. Pierwszy kościół drewniany, prawdopodobnie z XV w., uległ spaleniu i wybudowano drugi murowany w 1444 r. w stylu renesansowym. Mury tego kościoła są częścią obecnego kościoła. Obecny kościół zbudowany w 1444 r. został powiększony w 1598, 1795 i 1933–34 roku. Kościół Narodzenia Najświętszej Maryi Panny w Kalinowie był kiedyś kościołem parafii, lecz ze względu na małą liczbę mieszkańców, spowodowaną zarazą cholery, stał się kościołem filialnym, zachowując jednak status „Mater adiuncta”. Posiada własne księgi metrykalne od 1765 r.